# Lorzentobelbrücke

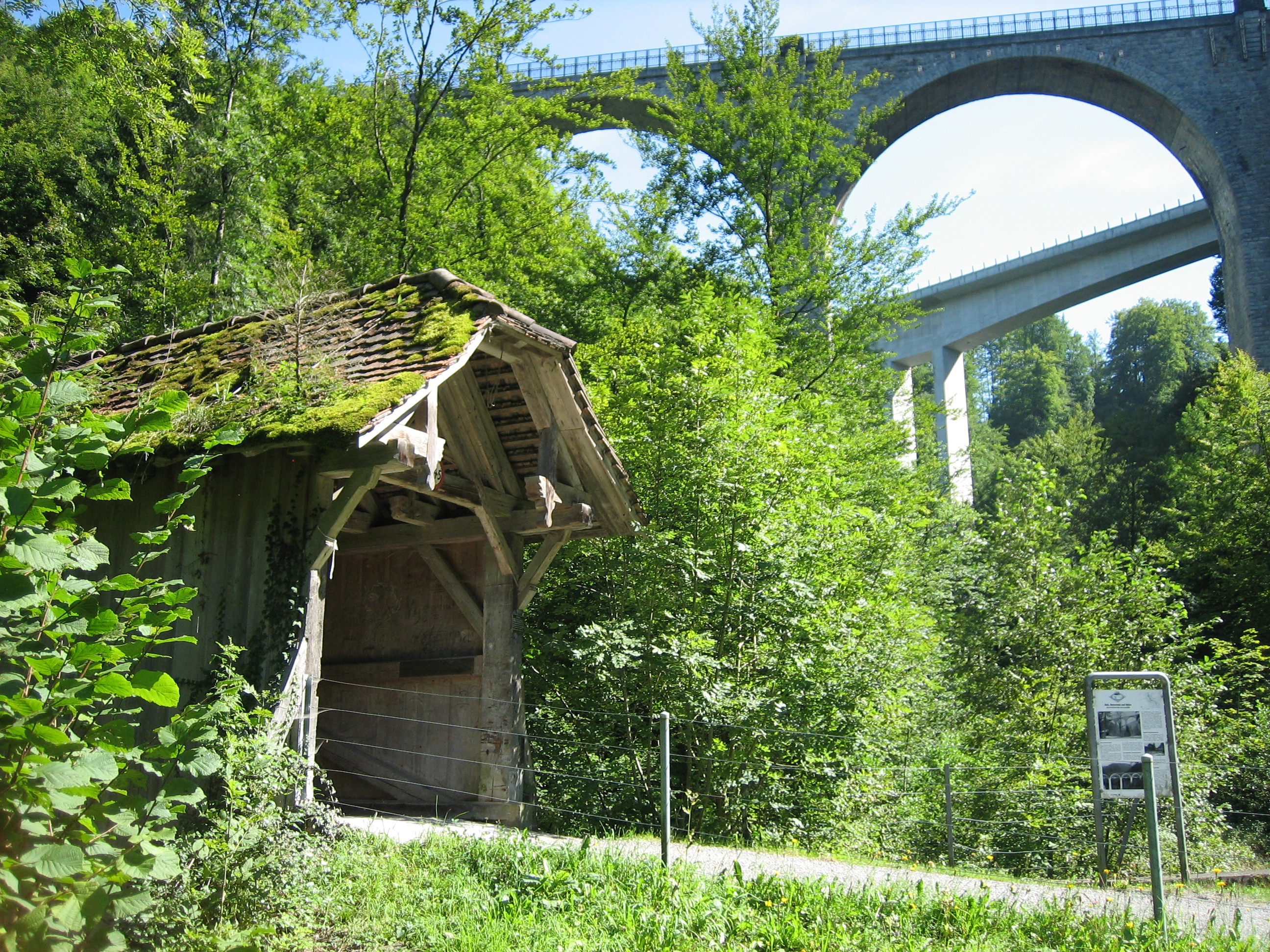
Links die alte Holzbrücke, im Hintergrund die beiden neueren Brücken

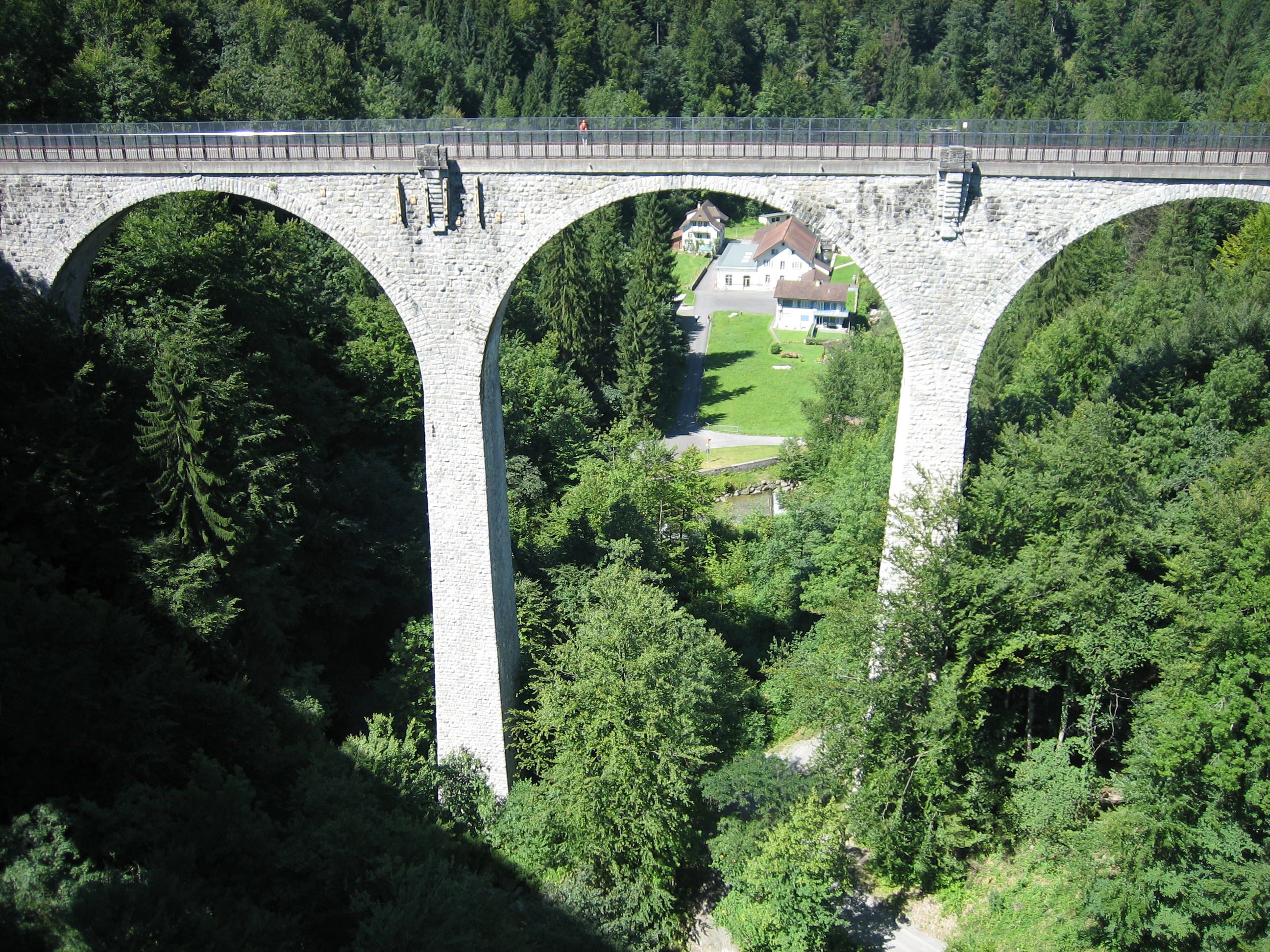
Die zweite Brücke, der Bogenviadukt

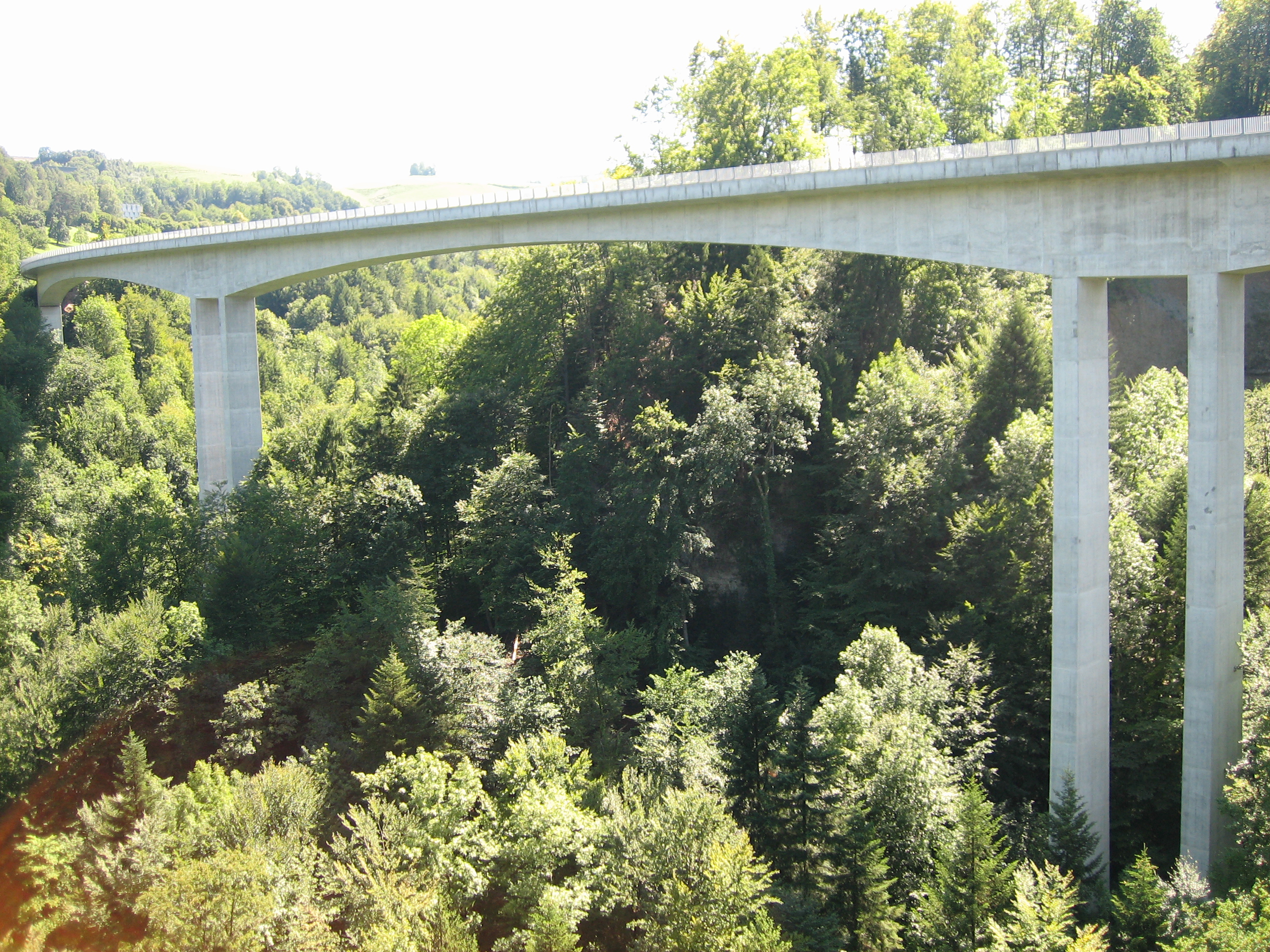
Die neueste Brücke

Lorzentobelbrücke heissen drei nahe bei einander stehende Brücken an der Grenze der Gemeinden Baar und Menzingen im Schweizer Kanton Zug. Sie führen über eine tief eingeschnittene Schlucht der Lorze, das Lorzentobel, und verbinden die höher gelegenen Dörfer und Gemeinden des Kantons Zug mit dem Flachland.
Im Volksmund wird die zweite Tobelbrücke, der Bogenviadukt, weitläufig als die alte Tobelbrücke, die neue Betonbrücke als die neue Tobelbrücke bezeichnet – obwohl eigentlich die kleine Holzbrücke die älteste der Brücken ist. Im Inventar der schützenswerten Denkmäler von Baar und Menzigen findet man indessen die Einträge Alte Lorzentobelbrücke: Holzbrücke und Lorzentobelbrücke: Steinbrücke / Bogenviadukt.

## Situation
Eine Besonderheit ist, dass die Vorgängerbrücken bis heute erhalten geblieben sind. Die drei Brücken nebeneinander zeigen somit sehr anschaulich die verschiedenen Bautechniken, die über die Jahrhunderte verwendet wurden.

## Die erste Tobelbrücke
Die erste Brücke an der Talsohle stammt aus dem Mittelalter und wurde zu dieser Zeit von den Herren von Hünenberg aus der nahe gelegenen Wildenburg kontrolliert. Eine gedeckte Brücke aus dem Jahr 1531 wurde 1643 und 1662 bei Unwettern von der Lorze weggerissen und musste neu gebaut werden. Die heutige Holzbrücke stammt aus dem Jahr 1759. Wie bei den neueren Brücken gingen auch damals dem Bau lange Diskussionen voraus. Bezahlt wurde sie schliesslich je zur Hälfte von Menzingen und der Stadt Zug.
Die Holzbrücke ist als eine Spreng-/Hängewerkkonstruktion ausgeführt und mit einem Ziegeldach gedeckt. Das Bauwerk weist eine Stützweite von rund 14,5 Metern auf. Die lichte Breite beträgt 2,36 Meter und die lichte Höhe 2,48 Meter.
Die Lage der Brücke unten im Tobel war auf Dauer unbefriedigend. Die Höhendifferenz musste zweimal überwunden werden, was besonders für Pferdefuhrwerke sehr anspruchsvoll war. Die Industrie im Ägerital und eine geplante Strassenbahn stellten überdies neue Bedürfnisse an diesen Übergang.

## Die zweite Tobelbrücke
Die zweite Brücke, der Bogenviadukt, hat eine lange Vorgeschichte. Von 1860 bis 1893 wurden acht Projekte ausgearbeitet, aber erst 1905 legte der Kantonsingenieur das später ausgeführte Projekt vor. Ein Jahr später, 1906, stimmte das Volk dem Vorhaben mit 65 % Ja-Stimmen zu. Die Bauerlaubnis wurde am 23. Februar 1907 erteilt. 1910 wurde die Brücke bei Baukosten von rund 430'000 Schweizer Franken fertiggestellt. Der Bogenviadukt weist bei einer Länge von 187 Metern fünf Öffnungen mit jeweils 30 Metern und eine Randöffnung mit 15 Metern lichter Breite auf. Die nutzbare Breite beträgt zirka 6,5 Meter, die maximale Pfeilerhöhe 58 Meter. Die Fundamente bestehen aus Beton, die Pfeiler und der Überbau wurden in Ägeri-Sandstein ausgeführt. Die Kollaudation fand am 21. Dezember 1910 statt und die Brücke wurde unverzüglich für den Verkehr freigegeben.
Die Brücke diente nicht nur dem Strassenverkehr, sondern wurde auch von der Elektrischen Strassenbahn im Kanton Zug benutzt. Der Trambetrieb über die Brücke endete am 23. Mai 1955 und wurde durch Autobusse mit Anhänger ersetzt.

## Die dritte Tobelbrücke

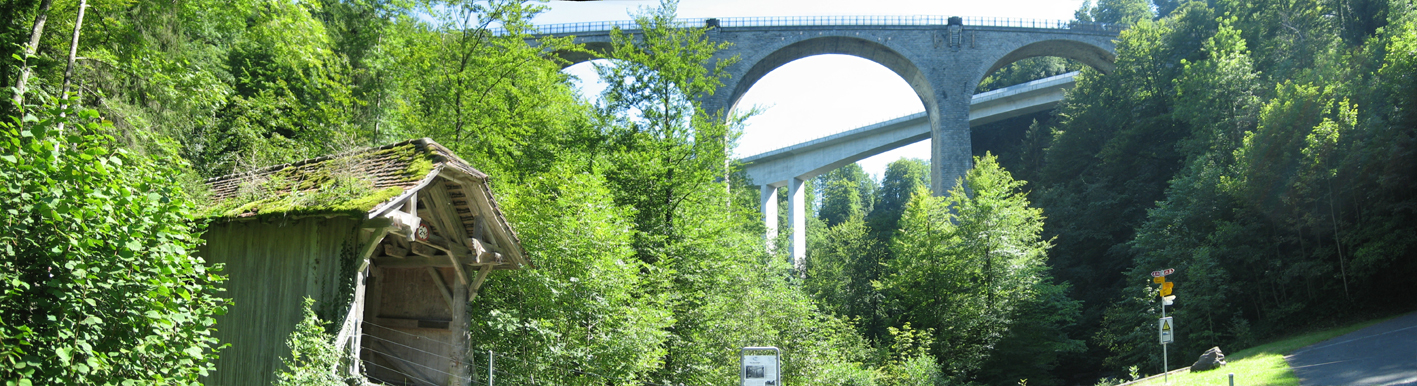
Die drei Lorzentobel Brücken: Links die erste Holzbrücke, im Hintergrund die beiden neueren.

Genau 50 Jahre nach Fertigstellung des Bogenviadukts wurden 1960 verschiedene Risse im Mauerwerk festgestellt. Da Sanierungskosten von etwa 3 Millionen Franken ermittelt wurden, zog die Strassenbauverwaltung einen Neubau in Erwägung. Ein solches Neubauprojekt lehnte das Volk jedoch 1976 ab. Danach wurden zwölf weitere Varianten geprüft und 1980 stimmte schliesslich der Kantonsrat einem redimensionierten Projekt mit dem Namen Wildenburg 2 zu. Im Jahr 1982 begannen die Bauarbeiten und im Sommer 1985 konnte die neue Brücke mit einer Gesamtstützweite von 568 Metern bei Baukosten von 13,9 Millionen Schweizer Franken dem Verkehr übergeben werden.
Das Bauwerk weist fünf Felder mit Spannweiten von 77 Metern bei den beiden Randfeldern und 138 Metern bei den drei Innenfeldern auf. Der Brückenüberbau ist eine Spannbetonkonstruktion und besitzt in Querrichtung einen Hohlkastenquerschnitt mit einer Fahrbahnplattenbreite von 11,33 Metern und einer Bodenplattenbreite von 4,63 Metern. Die Konstruktionshöhe des Überbaus beträgt 7,5 Meter über den rund 60 Meter hohen Doppelpfeilern und nimmt Richtung Feldmitte auf 2,9 Meter ab. Gebaut wurde die Strassenbrücke im Freivorbau.